# Heteronotus bicornis
Heteronotus bicornis är en insektsart som beskrevs av René-Primevère Lesson. Heteronotus bicornis ingår i släktet Heteronotus och familjen hornstritar. Inga underarter finns listade i Catalogue of Life.